# Kilu-grot
De Kilu-grot (Engels: Kilu Cave) is een archeologische en paleoantropologische site op het eiland Buka in de autonome regio Bougainville van Papoea-Nieuw-Guinea. De grot ligt aan de voet van een kalkstenen klif, 65 m van de huidige kustlijn. Met bewijs voor menselijke bewoning daterend vanaf 30.000 jaar geleden is de Kilu-grot de vroegst bekende plaats voor menselijke aanwezigheid in de archipel van de Salomonseilanden. De site levert ook het oudste bewijs van mensen die over de open oceaan voeren, dat wil zeggen dat ze navigeerden zonder land in zicht. Om van het eiland Nissan naar Buka te reizen moet men minstens 60 kilometer open zee oversteken. De aanwezigheid van paleolithische mensen in Buka is daarom tegelijkertijd bewijs voor de oudste en langste paleolithische zeereis tot nu toe bekend.

## Achtergrond
Vóór de ontdekking van de Kilu-grot in 1987 waren de vroegste sites met bewijzen voor menselijke aanwezigheid op de archipel van de Salomonseilanden Lapita-sites die teruggaan tot ongeveer 3000 BP. Op basis van taalkundig en antropologisch materiaal vermoedden archeologen echter al lange tijd dat menselijke kolonisatie op de Salomonseilanden veel eerder plaatsvond. 
Tijdens het koudste deel van de laatste ijstijd (28.000 tot 18.000 jaar geleden) maakte Buka deel uit van een veel groter eiland, Groot-Bougainville, dat de huidige eilanden Buka, Bougainville, de Shortlandeilanden, Choiseul, Santa Isabel en Nggela verbond tot één groot, aaneengesloten eiland. Dit grote eiland was door een nauwe straat gescheiden van Guadalcanal. Op haar maximum zou Groot-Bougainville een totale landoppervlakte van ongeveer 46.400 km² hebben gehad. 
De Kilu-grot te bereiken vereiste het oversteken van de Wallacelijn, het bereiken van de Sahoel en verdere overtochten over zee naar Groot-Bougainville. Archeologisch gezien lijken de mensen in Groot-Bougainville na aankomst op het eiland in relatief isolement te hebben geleefd, waarbij dit isolement mogelijk werd onderbroken door de introductie van buitenaf van de witte koeskoes en de galipnoot (Canarium indicum). Aan dit relatieve isolement kwam een einde met de komst van de Lapita-mensen. 

## Stratigrafie
De Kilu-grot werd voor het eerst bewoond tijdens het Pleistoceen (ongeveer 29.000 tot 20.000 BP. De vroegste radiokoolstofdatering, 28.740 +/- 280 BP, werd gemaakt op de schaal van een zeeslak (Nerita), met SHCAL13 (Southern Hemisphere Calibration) gekalibreerd tussen 29.850-31.560 v.Chr. (95% waarschijnlijkheid).
Na een onderbreking aan het einde van het Pleistoceen werd de grot tijdens het Holoceen opnieuw intensiever bewoond, van ongeveer 9.000 tot 5.000 BP. De onderbreking van de bewoning was hoogstwaarschijnlijk te wijten aan veranderingen in het zeeniveau waardoor de Kilu-grot ver van de toenmalige kustlijn lag. Van de periode na ongeveer 2500 BP werd er in de bovenste lagen van de Kilu-grot ook wat aardewerk uit de post-Lapita Buka-fase gevonden.   

## Fauna
De mensen van de Kilu-grot exploiteerden een breed scala aan land- en zeedieren als voedselbron. De meeste dierlijke botten die in de grot zijn gevonden, waren waarschijnlijk het gevolg van menselijke predatie. De site bevat een grote verzameling schelpen, visgraten en resten van landdieren. De landdierresten waren afkomstig van zoogdieren en reptielen. De zoogdierresten werden gedomineerd door knaagdieren, gevolgd door vleermuizen. De overblijfselen van reptielen waren voornamelijk afkomstig van hagedissen, gevolgd door slangen, en sommige kwamen van schildpadden en kikkers. De hagedissen waren voornamelijk varanen en skinken, en enige agamen. 
Botten van zowel rif- als pelagische vissen werden gevonden. Terwijl het grootste deel van de visgraatresten afkomstig was van rifvissen, was ongeveer 20% van de visgraten uit de Pleistocene laag afkomstig van pelagische vissen. De pelagische visgraten kwamen uit de families Scombridae, Coryphaena en Carangidae. De meest voorkomende visresten in de Kilu-grot waren afkomstig van haaien. De schelpenassemblage werd gedomineerd door Nerita undata en Nerita plicata. 
In de Kilu-grot werden verschillende uitgestorven soorten ontdekt. Het uitsterven van verschillende vogel- en zoogdierfauna op Baku leek samen te vallen met de komst van de Lapitacultuur. 
Er werden 77 vogelbotten op de site gevonden. De botten waren afkomstig van 18 verschillende soorten landvogels, waarvan er 7 niet gespecificeerd of nu uitgestorven zijn, en 11 nu op het eiland Buka zijn uitgeroeid. Er werden vijf soorten ratten geïdentificeerd die endemisch zijn voor de Salomonseilanden. Twee nieuwe soorten ratten, Solomys spriggsarum en Melomys spechti, werden uit fossiele overblijfselen in de grot geïdentificeerd.

## Archeobotanie
De Kilu-grot is momenteel de enige site in Melanesië met bewijs voor het gebruik van planten door de oorspronkelijke bewoners van de regio. De aanwezigheid van taro-zetmeelkorrels werd ontdekt op 17 van de stenen werktuigen uit de Pleistoceenlaag. Er werden twee soorten taro ontdekt, Colocasia en Alocasia, waarbij 14 gereedschappen werden geïdentificeerd met de eerste en 3 met de laatste. De mensen van de Kilu-grot leken ook galipnoot (Canarium: Canarium indicum en Canarium solomonense) en kokosnoot (Cocos nucifera) als voedselbronnen te hebben gebruikt.   

## Artefacten
De artefacten-assemblage van de Kilu-grot bestaat voornamelijk uit eenvoudige afslag-gereedschappen gemaakt van vulkanisch gesteente (~ 80% van alle artefacten), kwarts, calciet en hoornsteen. Op de site werden 214 dergelijke artefacten ontdekt. De meeste van deze lithische artefacten (200) kwamen uit de Pleistoceenlaag. Er zijn ook schelpartefacten op de site teruggevonden. in de Pleistoceenlaag werden artefacten gemaakt van Turbo marmoratus gevonden, terwijl artefacten van Terebralia palustris en Tridacna in de laag van het Holoceen werden gevonden. In de Holoceenlaag werden ook doorboorde haaientanden gevonden. Er werden 44 aardewerkscherven ontdekt in de bovenste lagen van de site, behorend tot de Buka-fase van de Lapitacultuur. 